# Claudia Belderbos
Claudia Belderbos (Doorn, 23 gennaio 1985) è una canottiera olandese specializzata nell'Otto.

## Biografia
Belderbos inizia a nuotare a livello agonistico all'età di sei anni, riuscendo anche a vincere un titolo nazionale nei 200 farfalla nel 2001. Nel 2004 termina la carriera di nuotatrice per dedicarsi agli studi universitari presso l'Università di Utrecht, dove si laurea con lode in psicologia nel 2007. Inizia la carriera nel canottaggio nel 2007, con la società dell'A.U.S.R. Orca di Utrecht. Dal 2009 fa parte della squadra nazionale, vincendo il bronzo ai mondiali di Poznań. Ha rappresentato i Paesi Bassi ai Giochi olimpici estivi di Londra 2012, ove ha vinto il bronzo nell'otto.
Ha fatto la sua seconda apparizione olimpica a Rio de Janeiro 2016, dove si è classificata 6ª nella finale dell'otto, con Wianka van Dorp, Sophie Souwer, Lies Rustenburg, José van Veen, Ellen Hogerwerf, Monica Lanz, Olivia van Rooijen e Ae-Ri Noort.
Ha sposato il canottiere italiano Francesco Fossi, che seguendola in Olanda è diventato tecnico della Nazionale dei Paesi Bassi.

## Palmarès
- Olimpiadi

Londra 2012: bronzo nell'Otto.
- Mondiali

Poznań 2009 - Bronzo nell'Otto].
- Europei

Montemor-o-Velho 2010 - Argento nell'Otto;
Poznań 2015 - Argento nell'Otto;
Brandeburgo sulla Havel 2016 - Argento nell'Otto.